# Internationale Photoszene Köln
Die Internationale Photoszene Köln richtet seit 1984 ein Fotografiefestival parallel zur Fotografiemesse photokina mit zeitweise mehr als 100 Fotoausstellungen im gesamten Stadtgebiet aus. Zudem versteht sich die Photoszene selbst als wichtiger Förderer, Initiator und Netzwerker für das Medium Fotografie. Darüber hinaus publiziert die Photoszene einmal jährlich das zweisprachige Magazin „L. Fritz“, veranstaltet Künstlergespräche, Workshops, Symposien und hat 2018 das Projekt „Artist Meets Archive“ ins Leben gerufen. Seit 2020/2021 organisiert die Photoszene zudem gemeinsam mit dem Deutschen Kinder- und Jugendfilmzentrum (KJF), der SK Stiftung Kultur und dem jfc Medienzentrum das „Next! Festival der Jungen Photoszene“ als bundesweit erstes Fotografiefestival von und für Kinder und Jugendliche. Außerdem veranstaltet die Photoszene seit 2014 mit „Das Fotobuch-Quartett“ Deutschlands erstes regelmäßige Talkformat zum Medium Fotobuch vor Live-Publikum.

## Hintergrund
Die „Internationale Photoszene Köln“ ist eng mit der 1950 gegründeten photokina (ursprünglich „Photo- und Kino-Ausstellung“) verbunden. Die in ihrem Rahmenprogramm durchgeführten „Bilderschauen“ waren die Vorläufer der heutigen Internationalen Photoszene Köln. Die Bilderschauen wurden vom Werbefachmann, Kunstsammler und Publizisten Leo Fritz Gruber bis einschließlich 1980 organisiert. Sie zeigten von Beginn an aktuelle und auch künstlerische Positionen der Fotografie. Dementsprechend war schon 1950 die avantgardistische Fotografengruppe fotoform beteiligt und zeigte u. a. aktuelle Werke von Otto Steinert. Dieser Beitrag zu den Bilderschauen wurde 1980 erneut gezeigt.
Im weiteren Verlauf waren die Bilderschauen oft Schauplatz von Retrospektiven einzelner herausragender Fotografen-Persönlichkeiten wie beispielsweise 1951 von August Sander, 1954 von Irving Penn, 1958 von Margaret Bourke-White, 1960 von Man Ray und 1966 von Gordon Parks. Internationale Aussteller zeigten Positionen ihres Landes, z. B. Japan oder für die USA das Museum of Modern Art. Von 1954 an fanden die Bilderschauen nicht mehr allein als kuratierte Schau etablierter Positionen statt, sondern es wurden alle Fotografen (Profis wie Amateure) zur Teilnahme aufgerufen. Daraufhin gingen 1954 6000 Arbeiten ein, von denen 195 ausgestellt wurden.
1974 emanzipierten sich die Bilderschauen als „kultureller Teil“ der photokina und zogen vom rechtsrheinischen Messegelände in die Josef-Haubrich-Kunsthalle, einem exponierten Ausstellungsort in der linksrheinischen Kölner Innenstadt. Nun konnten die Bilderschauen auch weit über die Messetage hinaus geöffnet bleiben (der Katalog der Bilderschauen wurde bereits seit 1958 vom Begleitheft der Messe getrennt). Während der nächsten photokina 1976 konnten allein während des Messe-Zeitraums 40.000 Ausstellungsbesucher gezählt werden.

## Gründung der Photoszene
1984 wurden die Bilderschauen wieder in die Messehallen verlegt. Wegen des Verlusts der Innenstadtpräsenz gründeten die Deutsche Gesellschaft für Photographie (DGPh) und das Kulturamt der Stadt Köln die „Internationale Photoszene Köln“ als Kooperationsprojekt zwischen Museen, Galerien und Kulturinstitutionen Kölns. Hauptkoordinatoren warne Jeanne von Oppenheim (DGPh), Reinhold Mißelbeck (Museum Ludwig), Winfried Gellner (Kulturamt) und [Peter Nestler (Politiker)|Peter Nestler] (Kulturdezernent). Finanziert wurde das Projekt durch öffentliche Gelder. Zur 1. Internationalen Photoszene Köln wurden 35 Ausstellungen zu historischer und moderner Fotografie präsentiert, u. a. mit Werken von August Sander und Man Ray.
1986 wurden die Veranstaltungen der 2. Internationalen Photoszene Köln um Kulturprogramme und Ausstellungen der Unternehmen Kodak, Agfa und Polaroid erweitert. Der Katalog des Fotografie-Festivals enthielt eine Karte mit allen Schauplätzen. Die beteiligten Unternehmen ließen ihre Annoncen auf Anregung der Photoszene von jungen Fototalenten aus Köln anfertigen. So wurde die aktuelle junge Fotografie zusätzlich unterstützt. Es fanden 46 Ausstellungen statt, u. a. mit Arbeiten von Benjamin Katz, Wilfried Täubner und Wim Cox.
Während der 3. Internationalen Photoszene Köln 1988 fand ein erheblich ausgeweitetes Rahmenprogramm statt. Zum neu eingeführten Abendprogramm gehörten auch Videokunst und Performance. Erstmals fand auch ein Portfolio-Review statt. In Ausstellungen wurden u. a. Arbeiten von August Sander, Lázló Moholy-Nagy sowie zeitgenössische Positionen wie Helmut Newton, der Becher-Klasse und Joe Gantz gezeigt. Unter dem Titel „Zeitprofile – 30 Jahre Kulturpreisträger der DGPh“ fanden die Bilderschauen im Museum Ludwig statt.
1989 wurde die „4. Internationale Photoszene Köln: Photoszene Extra“ anlässlich des 150. Geburtstages der Fotografie außerhalb des zweijährigen Rhythmus und ohne photokina durchgeführt. Es fanden 26 Ausstellungen u. a. mit Werken von Bernd Lohse und Ernst Schwitters statt. Zudem wurden zwei Schwerpunkte auf ungarische und schweizerische Fotografie gelegt, wodurch die ungarische Fotografie erstmals eine Ausstellungsplattform in Westdeutschland erhielt.
1991 fand die 5. Internationale Photoszene Köln statt, erstmals mit einem Vorbereitungsausschuss bestehend aus Geoffrey Forrest, Winfried Gellner, Henrik Hanstein, Tina Schelhorn und Sabine Voggenreiter. Zusätzlich war auch L. Fritz Gruber stark eingebunden. Von nun an sollte das Festival jährlich stattfinden. Im Festival-Rahmen wurde der Dr.-Erich-Salomon-Preis der DGPh vergeben. In den Ausstellungen wurden u. a. Werke von Robert Rauschenberg, Jürgen Klauke, Edward Steichen und der Bewegung Wiener Aktionismus gezeigt.
Zur 7. Internationalen Photoszene Köln im Jahre 1993 wurde das Festival erstmals auf zehn Kalendertage begrenzt. Fachleute, Journalisten, Fotografen und Künstler sollten mit kritischen Statements und in Diskussionen selbst zu Wort kommen. Der New Yorker Künstler und Autor Philip Pocock machte im Vorwort zum Festival-Kalender und mit einer Ausstellung im Amerika-Haus den Anfang. Zur Eröffnung der 7. Internationalen Photoszene Köln wurde der Hermann-Claasen-Preis '93 an den Fotografen Axel Hütte verliehen.
1994, zur 8. Photoszene, umfasste das Programm nun auch Symposien, ein Dia-Happening, Podiumsdiskussionen und eine Party. Am Ausstellungsprogramm sind 90 Institutionen beteiligt. Gezeigt wurden u. a. Arbeiten von André Villers, Boris Becker, Erich Salomon und Hans-Ludwig Böhme. Im Katalog erschien ein kritischer Beitrag von Friedemann Malsch, Konservator für die zeitgenössische Sammlung am Musée d’Art moderne et contemporain de Strasbourg mit dem Titel „Hängepartie – Photographie zwischen Digitalität und Museologie“. Neben dem Dr.-Erich-Salomon-Preises wurde in diesem Jahr auch der Preis für jungen Bildjournalismus (Förderpreis von Agfa und Bilderberg) verliehen.
1996 fand die 10. Internationale Photoszene Köln zur Jubiläumsausgabe mit mehr als 100 Ausstellungen u. a. von Bettina Grosse, Ulrich Tillmann, Chargesheimer und Orlan statt.
1999, während der 11. Internationalen Photoszene Köln, lag der Themenschwerpunkt auf japanische Kunst mit elf Ausstellungen unter dem Titel „Tokyo Shock“ u. a. mit Sakiko Nomura, Chie Yasuda, Kaoru Izima.
Im Jahre 2000 fand die 13. Internationale Photoszene Köln mit dem neu eingeführten Photoszene-Treff im Future Point mit Diskussionen und Materialien zu den Ausstellungen und Vorträgen zum Thema „Die Photographie und der Sammler“ statt. In Ausstellungen wurden u. a. Fotografien von Helmut Newton, Alice Springs und Peter Bialobrzeski gezeigt.
Nach der Entscheidung für eine Rückkehr zu einem zweijährigen Rhythmus fand das Festival ab 2002 wieder als Biennale statt.
2006 wurde die 18. Internationale Photoszene Köln durchgeführt. Ein neuer Vorstand unter der Leitung von Norbert Moos setzte sich für eine konzeptuelle Erneuerung ein. Die Photoszene sollte mehr in den aktuellen Diskurs um das veränderte Paradigma der Fotografie, die digitale Bildervielfalt und die Verfälschung von Wirklichkeiten eingebettet und damit qualitativ aufgewertet werden. Es bestand ein Wunsch nach Seminaren zur Bildrezeption und Vorträgen zur Geschichte der Fotografie und digitalen Medienpräsentationen. Eingeführt wurde die von Manfred Linke organisierte „Photographers' Night“ im Museum für Angewandte Kunst Köln: Internationale Fotografen präsentierten in 15-minütigen Screenings ihre Arbeiten und führten anschließend moderierte Podiumsdiskussionen. Gäste waren u. a. Wendy McMurdo, Bertien van Manen, Stefanie Schneider und Monika Czosnowska. Verliehen wurden der  „Internationale BFF-Förderpreis“ und der Reinhart-Wolf-Preis.
Seit 2008 veranstalten die Stadt Köln und die photokina in Kooperation mit Kölner Unternehmen und Institutionen Fotoworkshops, Shootings, Ausstellungen und andere Events, die sich an Einheimische richteten.[2] 2016 wurde „Köln fotografiert“ im Rahmen des neuen Markenauftritts in „PROLOGUE by photokina“ umbenannt.[3]

## Neugründung und Neupositionierung ab 2013
Im Jahr 2013 fand sich ein neues Team um Heide Häusler, bestehend aus Nadine Preiß, Inga Schneider und Damian Zimmermann, das die Gesellschafterstruktur einer neu gegründeten gemeinnützigen Unternehmergesellschaft als Trägerschaft stellte. Der Verein wurde in einer letzten Mitgliederversammlung aufgelöst und Heide Häusler als Geschäftsführerin und künstlerische Leitung der neuen gUG benannt. Seitdem erweiterte sich das Team kontinuierlich und wird die Photoszene von vielen Akteurinnen, darunter Rosanna D’Ortona, Lucia Halder, Helena Weber, Daria Bona, Alexander Hagmann und vielen weiteren inhaltlich und strukturell geprägt. 
Ziel des neuen Teams in 2014 war es u. a., die Photoszene inhaltlich neu zu positionieren ohne jedoch den Grundgedanken der offenen und niedrigschwelligen Teilhabe sowohl für Aussteller als auch für Besucher aufzugeben. Ein weiteres Anliegen war es, den Ruf Kölns als ehemalige "Hauptstadt der Fotografie" in Erinnerung zu halten. Notwendig wurden diese Veränderungen, weil sich seit der Gründung der Photoszene 1984 zahlreiche Fotografiefestivals, aber auch spezielle Museen für Fotografie auf der ganzen Welt entstanden sind.
Das neue Viererteam war für die Ausgabe des Festivals 2014 verantwortlich, das vom 16. bis 21. September 2014 mit 78 Ausstellungen von 413 Künstlern und mit 19 Events stattfand. In zwei Festivalzentren im Museum für Angewandte Kunst Köln sowie im temporären Photobookmuseum auf dem Carlswerk-Gelände konnten sich die mehr als 100.000 Besucher informieren. Zu den Höhepunkten des Festivals zählten neben dem neu gegründeten Photobookmuseum von Markus Schaden das ebenfalls neue Format "Das Fotobuch-Quartett" sowie der Fotowettbewerb „Chargesheimer Reloaded“, bei dem die Kölner aufgefordert wurden, morgens um 5 Uhr 30 ihre menschenleere Stadt zu fotografieren. Eine Jury wählte unter rund 650 Einsendungen 111 Fotografien aus, die im Photobookmuseum präsentiert und anschließend als Buch veröffentlicht wurden.
Für das Festival 2016 (15. bis 25. September) wurde der Hauptveranstaltungszeitraum auf zwei Wochenenden und somit auf zehn Tage ausgedehnt. Insgesamt konnten sich die Besucher 110 Fotografieausstellungen anschauen und an 15 Veranstaltungen teilnehmen. In Ergänzung wurde das Düsseldorfer Künstlerduo Katja Stuke und Oliver Sieber eingeladen, eine eigene Ausstellung an verschiedenen Orten im Stadtgebiet zu kuratieren. Unter dem Titel „Innere Sicherheit / The State I Am In“ stellten sie 19 deutsche und internationale Fotografen wie Jochem Hendricks, Max Regenberg, Daniel Josefsohn, Nils Petter Löfstedt, Ryudai Takano, Jason Lazarus, Simon Menner, Petra Stavast, Luisa Whitton sowie die ehemalige RAF-Mitgründerin Astrid Proll in den Kunsträumen der Michael-Horbach-Stiftung, in den Kunsträumen am Ebertplatz sowie in der Kirche St. Gertrud aus.
Als die Photokina im Jahr 2017 bekannt gab, dass sie sowohl ihren zweijährlichen Rhythmus auf einen jährlichen Rhythmus ändern als auch ihren Veranstaltungszeitraum vom September auf Mai verlegen werde, zog die Photoszene mit. Das regulär geplante Festival fand also im September 2018 statt und das nächste bereits acht Monate später im Mai 2019. Die Photokina selbst fand dann jedoch nicht wie angekündigt jährlich statt, sondern fiel 2019 aus und gab schließlich 2020 ihre Auflösung bekannt.
Wegen der zeitlichen Nähe der beiden Festivals 2018 und 2019 wurde der wichtigste Programmpunkt, das neu konzeptionierte Projekt „Artist Meets Archive“, in beiden Jahren zusammengedacht: 2018 kamen die internationalen Künstler Erik Kessels, Ola Kolehmainen, Ronit Porat, Fiona Tan, Roselyne Titaud und Antje Van Wichelen nach Köln, um in den Archiven und Sammlungen des Museum für Angewandte Kunst Köln, des Rheinischen Bildarchivs, des Kölnischen Stadtmuseums, der Photographischen Sammlung/SK Stiftung Kultur, des Museum Ludwig und des Rautenstrauch-Joest-Museum zu recherchieren. Aus diesen Ergebnissen entwickelten sie neue Arbeiten, die sie während des Festivals 2019 präsentierten. 
Darüber hinaus gab es beim Festival 2018 wieder 90 Fotoausstellungen von mehr als 300 Künstlern und 51 Veranstaltungen. Im Jahr 2019 nahmen – trotz der ungewohnt kurzen Zeitspanne zwischen den Festivals – erneut 72 Ausstellungen von mehr als 200 Künstlern teil und mehr als 130.000 Besucher konnten in den Ausstellungen gezählt werden.
Neu war im Jahr 2019 außerdem die als Reihe angelegte Ausstellung „You are here – Versuche einer fotografischen Standortbestimmung, Teil 1“, die im Kölnischen Stadtmuseum gezeigt wurde. Die Schau zeigte einen ersten Überblick über den künstlerisch-fotografischen Nachwuchs aus der Stadt Köln. Gezeigt wurden Arbeiten von Max Dauven, Vera Drebusch, Juliane Herrmann, Marie Köhler, Ludwig Kuffer, Martin Lamberty, Francesca Magistro, Heide Prange, Morgaine Schäfer, Linn Phyllis Seeger, Lucia Tollens, Snezhana von Büdingen und Felix von der Osten.
Deutlich ausgebaut hat das Photoszene-Team in diesem Jahr auch das Angebot für Kinder und Jugendliche (Photoszene Kids und Junge Photoszene), sowie das Führungs- und Vermittlungsprogramm mit zahlreichen Stadtteil- und Expertenführungen und Workshops.
Das Photoszene-Festival 2020 sollte wieder im Mai stattfinden, doch wegen der Corona-Pandemie waren Ausstellungen und physische Veranstaltungen nicht möglich. Einen großen Teil an Talks und Vermittlungsprogramm konnte kurzfristig in den digitalen Raum verlegt werden, doch viele Ausstellungen und Veranstaltungen mussten ausfallen.
Das Photoszene-Festival 2021 wurde von Beginn an hybrid geplant: Weil der Verlauf der Corona-Pandemie nicht kalkulierbar war, wurde der Festivalzeitraum von zehn Tagen auf drei Monate ausgedehnt und der Name auf „Photoszene United“ geändert. Trotz der unsicheren Planungsmöglichkeiten meldeten sich wieder mehr als 80 Fotografieausstellungen für das Festival an, wobei sich das inhaltliche Programm in der Eröffnungswoche vor allem auf den digitalen Raum konzentrierte.
Höhepunkt war in diesem Jahr unter anderem die zweite Runde des „Artist Meets Archive“-Projektes. Dieses Mal wurden die internationalen Künstler Joan Fontcuberta, Anna Orłowska, Yasmine Eid-Sabbagh und Rosângela Rennó sowie der Kölner Philipp Goldbach eingeladen, mit den Archiven und Sammlungen des Deutschen Zentrums für Luft- und Raumfahrt, dem Deutschen Tanzarchiv, dem Rautenstrauch-Joest-Museum, dem Rheinisch-Westfälischen Wirtschaftsarchiv und dem Rheinischen Bildarchiv zu arbeiten. Die von ihnen geschaffenen Werke wurden während des Festivals präsentiert.